# Universität Jeju

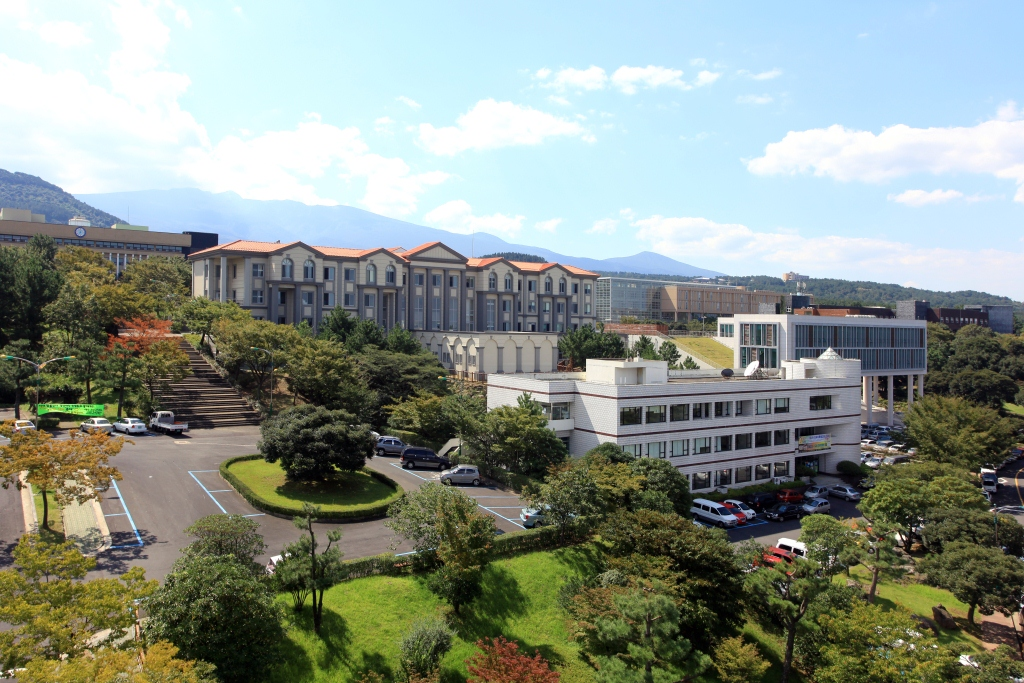
Universität Jeju (2011)

Die Universität Jeju (offizielle koreanische Bezeichnung: 제주대학교, offizielle englische Bezeichnung: Jeju National University) ist eine Universität auf der Südkorea vorgelagerten Vulkaninsel Jeju. 
Sie gehört zu den 10 Korean Flagship National Universities.

## Geschichte
Die Hochschule wurde 1952 als "Jeju Provincial Junior College" gegründet. 1979 nahmen die Graduiertenschulen ihre Arbeit auf. Im Jahr 1982 erhielt das College die Zulassung als Universität. 

## Abteilungen
- College of Humanities
- College of Social Science
- College of Economics & Commerce
- College of Education
- College of Applied Life Sciences
- College of Ocean Sciences
- College of Natural Sciences
- College of Engineering
- Teachers College
- College of Veterinary Medicine
- College of Nursing
- College of Arts & Design

## Graduiertenschulen
- Graduate School of Education
- Graduate School of Business Administration
- Graduate School of Public Administration
- Graduate School of Industry
- Graduate School of Social Education